# Točka G
Točka G, tudi G-točka ali Gräfenbergova cona,  naj bi bila erogena cona v vagini. Poimenovana je po Ernstu Gräfenbergu, nemškem zdravniku, ki jo je leta 1950 v nekem članku opisal kot »erogeno cono v sprednji vaginalni steni, vzdolž sečnice, ki pri spolnem draženju nabrekne«. Točka G kot anatomsko jasno opisana in običajno prisotna struktura je danes z znanstvenega vidika vprašljiva in je večina učbenikov anatomije ne omenja. Točka G in tudi točka A naj bi bili v področju Halbanove fascije ali septum vesicovaginale, ki leži med vagino in mehurjem. Pri nekaterih ženskah draženje točke G hitro privede do orgazma, druge pa se na njeno draženje slabše odzivajo ali sploh ne. Točka G se pri ženskah kot erogena cona aktivira šele po določenem vzburjenju. Poleg tega nekatere raziskave kažejo na pomen spodbujanja točke G pri porodu.

## Zgodovina
Regnier de Graaf je leta 1672 kot prvi opisal žensko ejakulacijo in pri tem omenil posebej občutljivo območje sprednje, ventralne stene nožnice, ki ga je primerjal s prostato pri moškem. To območje je pozneje znova odkril nemški ginekolog Ernst Gräfenberg pri iskanju ženskega centra zadovoljitve.
Žensko ejakulacijo med spolnim odnosom je omenjal tudi angleški porodničar in zdravnik William Smellie.

## Anatomija
Točka G leži na sprednji steni nožnice približno pet centimetrov od vhoda v nožnico. Ima obliko sploščene poloble s premerom približno pol centimetra in vdrtino v sredini. V področju točke G po Gräfenbergu leži prostata feminina, katere žlezno tkivo pri spolnem draženju proizvaja izločke in jih lahko pri ženski ejakulaciji večkrat pulzirajoče izbrizga. Pri tem gre za tako imenovane male vestibularne žleze, ki ležijo v okolici sečnice. Ker jih je proučeval ginekolog Alexander Skene, jih imenujemo tudi Skenove žleze.
Značilnost točke G je, da je tkivo na tem mestu grobo, rebrasto ali čvrsto, preostala stena nožnice pa je gladka. Oblika, velikost in občutljivost lahko močno variirajo. Vrsta potrebnega draženja ni odvisna samo od fiziološke strukture, morfologije in anatomije, ampak tudi od naučenih reakcijskih vzorcev.
Za dosego orgazma ima pri ženskah posebno vlogo predvsem draženje klitorisa (imenovanega tudi točka C). Žensko zadovoljuje tudi draženje erogenih con ob točki G, kot sta točka A in tkivo okrog ustja ženske sečnice (točka U). Orgazem, dosežen zgolj z draženjem erogenih con v vagini, imenujemo vaginalni orgazem. Ni jasno, ali se razlikuje od klitorisnega orgazma.

## Kritika
O stališču, da je točka G anatomsko jasno opredeljena in praviloma prisotna struktura, se v znanosti še razpravlja. V večini učbenikov anatomije točka G ni našla mesta.
Terence M. Hines, psiholog na univerzi New Yorker Pace University, je prišel leta 2001 v članku The G-Spot: a modern gynecological myth v reviji American Journal of Obstetics and Gynaecology do zaključka: »Dokazi o dejanskem obstoju točke G so mnogo prešibki. Naknadne anatomske in biokemijske raziskave niso podprle anatomskih opazovanj in študij primerov na podlagi majhnega števila preskušank.«
Študija, ki so jo na Kraljevem kolidžu londonske univerze opravili na dvojčicah, je na primer prišla do naslednjega zaključka: »Mit o točki G je zgolj produkt medijev in spolnih terapevtov. Če že, obstaja zgolj v glavi, odvisno od značaja ženske. To tudi nima ničesar opraviti s prehrano ali vajami.«
Obstoj točke G se že dolgo uporablja kot pomembna utemeljitev vaginalnega orgazma kot edinega upravičenega, saj naj bi ga bilo mogoče doseči samo z draženjem s penisom pri spolnem odnosu. V nasprotju s predhodnimi predpostavkami sodobne znanstvene raziskave kažejo, da lahko od 70 do 80 odstotkov žensk doseže orgazem samo z draženjem klitorisa. Iz empiričnega stališča lahko predpostavimo, da večina žensk ne more doseči orgazma samo s prodiranjem penisa v vagino. Orgazmi, ki jih izzove draženje klitorisa, so lažje dosegljivi, saj ima glans klitorisa veliko več senzoričnih živčnih končičev kot kateri koli drug del človeškega telesa.
Sprejemanje klitorisnega orgazma in eksplicitnega zunanjega draženja sta bila pomemben mejnik pri emancipaciji žensk.

## Ojačanje točkeG
Pri ojačanju točke G (tudi »avgmentacija točke G« ali »G-shot«) se točka G poveča in senzibilizira s kolagenom, s čimer se prehodno poveča spolno poželenje spolno aktivnih žensk. Učinek naj bi trajal samo šest mesecev. Koristi sicer niso proučevali, poseg pa je povezan s tveganji, kot so npr. okužba, disparevnija ali brazgotinjenje. Alternativa brez tveganja so vaginalne kroglice, ki krepijo mišice medeničnega dna in povečujejo tudi sposobnost orgazma.